# Hummelberg (Schönebeck)

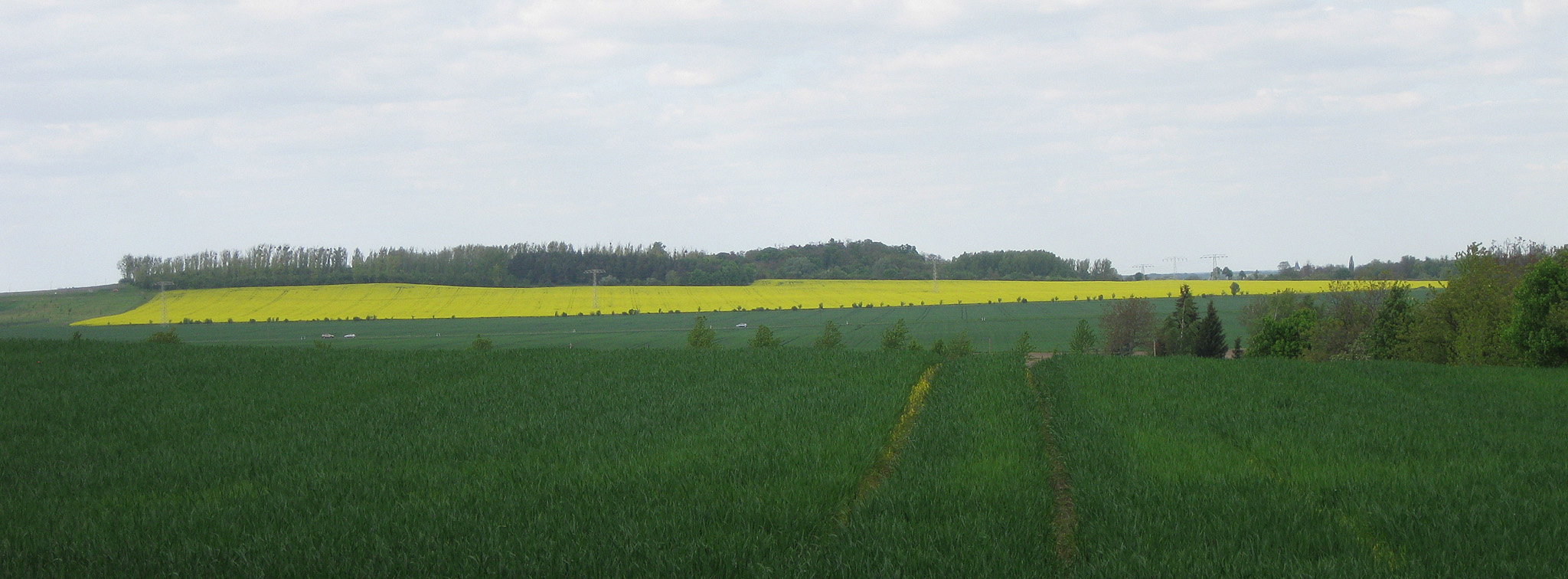
Hummelberg

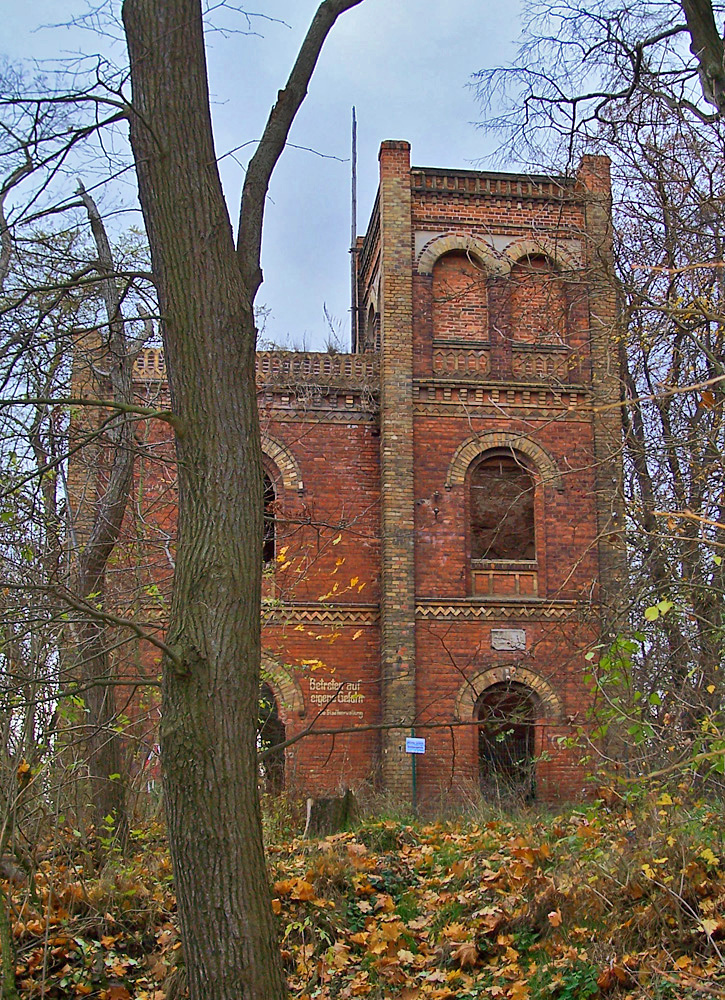
Der ehemalige Aussichtsturm (2008)

Der Hummelberg ist eine 94,4 Meter hohe Erhebung westlich von Schönebeck (Elbe).

## Verschiedene Namen
Gezeichnet vom einstigen Ton- und Lehmabbau trug der Hügel in der Vergangenheit die unterschiedlichsten Namen. Zunächst als Hohendorfer Berg nach der an seinem Fuße gelegenen Ortschaft bezeichnet, wird er später als Weinberg benannt, nachdem ein Pfarrer Reben anpflanzen ließ. Erst später hieß er Hummerscher Berg, Hummelsberg und Hummelberg – vermutlich benannt nach Besitzernamen.

## Ehemals eine Kultstätte
Als die Gebrüder A. & W. Allendorff 1841 einen Eiskeller erbauen ließen, stieß man bei Ausschachtungen auf ein Aschenlager, in dem man unter anderem verkohlte Knochen, Gefäße und Haarnadeln fand. Diese Bodenfunde deuten darauf hin, dass der Hummelberg in vor- und frühgeschichtlicher Zeit als Opferstätte und Kultplatz gedient haben könnte.

## Gebäude auf dem Hügel
Auf der Erhöhung soll sich seit 1600 (erste nachweisbare Datierung 1781) eine Windmühle  befunden haben, die um 1860 nach Pömmelte verlegt wurde, die heutige Bockwindmühle Pömmelte. Seit 1996 kümmert sich der örtliche Mühlenverein um den Erhalt des Bauwerkes.
Nach den im Jahre 1838 angelegten Gartenanlagen am Ostabhang, wurde 1841 ein zweistöckiges Wohnhaus errichtet, welches ab 1844 als Restauration genutzt wurde. 1995 wurde das schon halb verfallene Gebäude abgerissen und die Luftschächte der noch erhaltenen Kellergewölbe saniert; heute dient die Kelleranlage als Fledermausquartier.
Die Schönebecker Unternehmer A. & W. Allendorff ließen 1870 ein etwa 13 Meter hohes Turmgebäude als Sommerhaus errichten, das später als Aussichtsturm genutzt wurde und von 1956 bis 1961 auch eine Sternwarte barg, die im Jahre 1959 den Namen „Volkssternwarte Bruno H. Bürgel“ erhielt. Aktuell lässt ein ortsansässiger Förderverein das Bauwerk restaurieren und sanieren, um das Gebäude für die Öffentlichkeit wieder nutzbar zu machen.
1893 wurde der Hochbehälter als Wasserwerk Groß-Salze in Betrieb genommen und dient heute noch der Wasserversorgung – die 1500 Kubikmeter großen Behälter werden seit dem Jahr 2000 mit Wasser aus Colbitz und Lindau gefüllt.

## Sportliche Aktivitäten
Auf dem Hummelberg gibt es ein 8000 Quadratmeter großes Enduro-Gelände, das durch den MSC-Schönebeck 1959 e. V. betrieben wird. Auf der Westseite des Hügels entstand 1966 eine Schießsportanlage, die vom Schützenverein Hubertus 1990 e. V. betrieben wird.

## Ausgewählte Literatur
- Wilhelm Schulze, Aus der Geschichte der Stadt Schönebeck, 1962
- Horst Howald, Hummelberg war Kultstätte, in: „Schönebecker Volksstimme“ vom 20. Januar 2006.
- Wolf-Dietrich Hein, 44 Fledermäuse im Eiskeller gesichtet, in: „Schönebecker Volksstimme“ vom 9. Februar 2009.
- Thomas Linßner, Wo Wallstabens Geisterstimme murmelt, in: „Schönebecker Volksstimme“ vom 11. Mai 2009.
- Christian Jakobs, Es war einmal ein Aussichtsturm …, in: „Das Calbenser Blatt“, Januar 2010.

Koordinaten: 52° 1′ N, 11° 42′ O